# 南方䲗
南方䲗（学名：Callionymus meridionalis）为䲗科䲗屬的鱼类，俗名子午䲗。分布于中国至澳大利亚西岸，包括南海、台湾海峡等海域。该物种的模式产地在巴厘海峡。